# Wim Crusio
Wim Crusio (ursprungligen Wilhelmus Elisabeth Crusio), född 20 december 1954 i Bergen op Zoom i Nederländerna, är en nederländsk neurobiolog, beteendegenetiker och botaniker. Han är "Directeur de recherche" vid Centre national de la recherche scientifique i Talence i Frankrike. Mellan 2002 och 2011 var han chefredaktör för den fackvetenskapliga tidskriften Genes, Brain and Behavior och är sedan 2017 chefredaktör för Behavioral and Brain Functions.
Auktorsnamnet Crusio kan användas för Wim Crusio i samband med ett vetenskapligt namn inom botaniken; se Wikipediaartiklar som länkar till auktorsnamnet.